# Geber
Abu Musa Jabir ibn Hayyan (arabisk: جابر بن حيان) (født ca. 721, død ca. 815), også kendt under sit latinske navn Geber, var en fremstående kemiker, alkymist, farmaceut, filosof, astronom/astrolog og fysiker. Han bliver ofte refereret til som "kemiens far". Man er ikke helt sikker på hans etniske baggrund, selvom de fleste kilder som omtaler ham, betegner ham for at være af enten arabisk eller persisk oprindelse. Ibn Hayyan regnes for at være den som indførte videnskabelige metoder i alkymien, med opfindelsen af en række vigtige processer som fortsat benyttes i moderne kemi, som fremstilling af enkelte syrer, destillation og krystallisation.
Jabir ibn Hayyan er også berømt som en elev af Imam Ja'far al Sadiq, profeten Muhammad's tipoldebarn.
Månekrateret Geber er opkaldt efter ham. 